# Ceratinia
Genre
Ceratinia est un genre de papillons de la famille des Nymphalidae et de la sous-famille des Danainae, tribu des Ithomiini, sous tribu des Dircennina.

## Historique et  dénomination
- Le genre Ceratinia a été décrit par l'entomologiste allemand Jacob Hübner en 1816[1].
- L'espèce type pour le genre est Ceratinia tutia (Hübner, 1816)

### Synonymes
- Calloleria (Godman & Salvin, 1879) [2]
- Epileria (Rebel, 1902) [3]
- Teracinia (Röber, 1910) [4]

## Taxinomie
Liste des espèces 
- Ceratinia cayana (Salvin, 1869)
- Ceratinia iolaia (Hewitson, 1856)
- Ceratinia neso (Hübner, [1806])
- Ceratinia tutia (Hewitson, 1852)

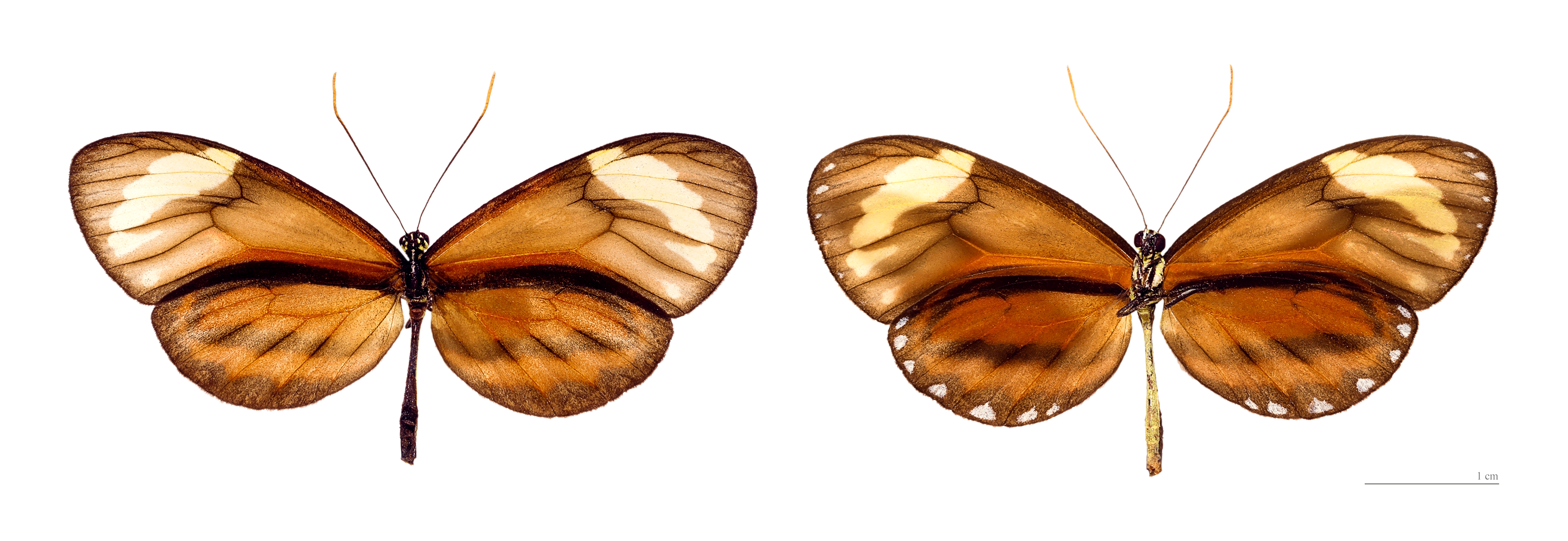
Ceratinia neso - MHNT

## Répartition
Ils résident en Amérique Centrale et en Amérique du Sud.